# Ballspielverein Borussia 09 Dortmund 1989-1990
Questa voce raccoglie le informazioni riguardanti il Ballspielverein Borussia 09 Dortmund nelle competizioni ufficiali della stagione 1989-1990.

## Stagione
Nella stagione 1989-1990 il Borussia Dortmund, allenato da Horst Köppel, concluse il campionato di Bundesliga al 4º posto. In Coppa di Germania il Borussia Dortmund fu eliminato al secondo turno dall'Eintracht Braunschweig. In Supercoppa di Germania il Borussia Dortmund vinse la finale con dal Bayern Monaco. In Coppa delle Coppe il Borussia Dortmund fu eliminato al secondo turno dalla Sampdoria.

## Rosa
| N. |                     | Ruolo | Calciatore         |
| -- | ------------------- | ----- | ------------------ |
|    | Germania (bandiera) | P     | Wolfgang de Beer   |
|    | Germania (bandiera) | P     | Rolf Meyer         |
|    | Germania (bandiera) | P     | Andreas Ortkemper  |
|    | Russia (bandiera)   | D     | Sergey Gorlukovich |
|    | Germania (bandiera) | D     | Thomas Helmer      |
|    | Germania (bandiera) | D     | Steffen Karl       |
|    | Germania (bandiera) | D     | Günter Kutowski    |
|    | Germania (bandiera) | D     | Robert Nikolic     |
|    | Germania (bandiera) | D     | Matthias Ruländer  |
|    | Germania (bandiera) | D     | Hartmut Schlegel   |
|    | Germania (bandiera) | D     | Michael Schulz     |
|    | Germania (bandiera) | C     | Günter Breitzke    |
|    | Germania (bandiera) | C     | Thomas Kroth       |

| N. |                     | Ruolo | Calciatore         |
| -- | ------------------- | ----- | ------------------ |
|    | Germania (bandiera) | C     | Michael Lusch      |
|    | Scozia (bandiera)   | C     | Murdo MacLeod      |
|    | Germania (bandiera) | C     | Andreas Möller     |
|    | Germania (bandiera) | C     | Stephan Ritz       |
|    | Germania (bandiera) | C     | Stefan Strerath    |
|    | Germania (bandiera) | C     | Martin Wiercimok   |
|    | Germania (bandiera) | C     | Michael Zorc       |
|    | Germania (bandiera) | A     | Norbert Dickel     |
|    | Germania (bandiera) | A     | Martin Driller     |
|    | Germania (bandiera) | A     | Frank Mill         |
|    | Germania (bandiera) | A     | Michael Rummenigge |
|    | Germania (bandiera) | A     | Jürgen Wegmann     |

## Organigramma societario
Area tecnica
- Allenatore: Horst Köppel
- Allenatore in seconda: Michael Henke, Lothar Huber
- Preparatore dei portieri:
- Preparatori atletici: Günter Jonczyk

## Calciomercato

### Sessione estiva
| Acquisti | Acquisti       | Acquisti       | Acquisti |
| R.       | Nome           | da             | Modalità |
| -------- | -------------- | -------------- | -------- |
| A        | Martin Driller | Paderborn      |          |
| D        | Michael Schulz | Kaiserslautern |          |
| A        | Jürgen Wegmann | Bayern Monaco  |          |

| Cessioni | Cessioni          | Cessioni              | Cessioni |
| R.       | Nome              | a                     | Modalità |
| -------- | ----------------- | --------------------- | -------- |
| D        | Alexander Conrad  | Eintracht Francoforte |          |
| A        | Patricio Margetic | Cleveland Forces      |          |
| A        | Oliver Roth       | Rot-Weiss Francoforte |          |
| A        | Mark Strudal      | Grasshoppers          |          |

### Sessione invernale
| Acquisti | Acquisti           | Acquisti        | Acquisti |
| R.       | Nome               | da              | Modalità |
| -------- | ------------------ | --------------- | -------- |
| D        | Sergey Gorlukovich | Lokomotiv Mosca |          |
| D        | Steffen Karl       | FSV Hettstedt   |          |

| Cessioni | Cessioni | Cessioni | Cessioni |
| R.       | Nome     | a        | Modalità |
| -------- | -------- | -------- | -------- |

## Risultati

### Bundesliga

#### Girone di andata
| Arbitro: | Pauly |

|             |           |  |
| Leśniak 78’ | Marcatori |  |

| Arbitro: | Steinborn |

|                              |           |           |
| Mill 9’ Zorc 29’ Driller 73’ | Marcatori | 21’ Golke |

| Arbitro: | Neuner |

|                             |           |  |
| Rufer 10’ Helmer 32’ (aut.) | Marcatori |  |

| Arbitro: | Schmidhuber |

|            |           |  |
| Möller 85’ | Marcatori |  |

| Arbitro: | Barnick |

|                        |           |               |
| Wegmann 30’ Schulz 72’ | Marcatori | 22’ Wirsching |

| Mönchengladbach 26 agosto 1989, ore 15:30 CEST 6ª giornata | Borussia M'gladbach | 0 – 0 referto | Borussia Dortmund | Bökelbergstadion (21 000 spett.)\| Arbitro: \| Harder \| |
| Arbitro:                                                   | Harder              |               |                   |                                                          |

| Arbitro: | Rubel |

|                                   |           |  |
| Rummenigge 7’ Helmer 60’ Zorc 88’ | Marcatori |  |

| Arbitro: | Werner |

|                        |           |            |
| Hermann 47’ Simmes 49’ | Marcatori | 83’ Möller |

| Dortmund 16 settembre 1989, ore 15:30 CEST 9ª giornata | Borussia Dortmund | 0 – 0 referto | Colonia | Westfalenstadion (47 800 spett.)\| Arbitro: \| Amerell \| |
| Arbitro:                                               | Amerell           |               |         |                                                           |

| Arbitro: | Scheuerer |

|                      |           |                |
| Dais 44’ Freiler 49’ | Marcatori | 77’ Rummenigge |

| Arbitro: | Dellwing |

|            |           |  |
| Helmer 44’ | Marcatori |  |

| Arbitro: | Albrecht |

|  |           |                     |
|  | Marcatori | 3’, 90’ (rig.) Zorc |

| Arbitro: | Neuner |

|  |           |             |
|  | Marcatori | 61’ Reekers |

| Arbitro: | Merk |

|                                     |           |             |
| Hotić 32’ Buchwald 49’ Schmäler 87’ | Marcatori | 13’ MacLeod |

| Arbitro: | Assenmacher |

|                |           |  |
| Rummenigge 24’ | Marcatori |  |

| Arbitro: | Heitmann |

|                       |           |                           |
| Foda 6’ Friedmann 47’ | Marcatori | 29’ Helmer 66’ Rummenigge |

| Arbitro: | Wiesel |

|                         |           |                      |
| Breitzke 73’ Möller 74’ | Marcatori | 26’ Flick 28’ Strunz |

#### Girone di ritorno
| Arbitro: | Fux |

|                 |           |            |
| Zorc 36’ (rig.) | Marcatori | 25’ Buncol |

| Arbitro: | Wittke |

|                      |           |            |
| Golke 76’ Zander 89’ | Marcatori | 13’ Möller |

| Arbitro: | Albrecht |

|                                          |           |           |
| Mill 14’ Dickel 15’ Lusch 31’ Möller 81’ | Marcatori | 47’ Rufer |

| Arbitro: | Harder |

|                 |           |            |
| Krümpelmann 84’ | Marcatori | 90’ Dickel |

| Arbitro: | Berg |

|          |           |                          |
| Sané 22’ | Marcatori | 24’ Zorc 34’, 68’ Möller |

| Arbitro: | Föckler |

|                                       |           |  |
| Rummenigge 37’ Breitzke 42’ Lusch 47’ | Marcatori |  |

| Arbitro: | Boos |

|                                 |           |                                 |
| Dittmer 3’ Finke 60’ Maciel 75’ | Marcatori | 70’, 87’ Driller 86’ Rummenigge |

| Arbitro: | Heitmann |

|                         |           |  |
| Zorc 25’ Rummenigge 55’ | Marcatori |  |

| Arbitro: | Wiesel |

|            |           |            |
| Häßler 46’ | Marcatori | 7’ MacLeod |

| Arbitro: | Galler |

|                            |           |  |
| Rummenigge 22’ Wegmann 89’ | Marcatori |  |

| Arbitro: | Schmidhuber |

|               |           |             |
| von Heesen 3’ | Marcatori | 4’ Breitzke |

| Dortmund 11 aprile 1990, ore 20:15 CEST 29ª giornata | Borussia Dortmund | 0 – 0 referto | Eintracht Francoforte | Westfalenstadion (40 370 spett.)\| Arbitro: \| Osmers \| |
| Arbitro:                                             | Osmers            |               |                       |                                                          |

| Arbitro: | Barnick |

|               |           |                                    |
| Nehl 68’, 82’ | Marcatori | 20’ Breitzke 60’ Möller 70’ Helmer |

| Arbitro: | Steinborn |

|                     |           |  |
| Zorc 15’ Möller 44’ | Marcatori |  |

| Arbitro: | Fux |

|             |           |                                    |
| Bartram 53’ | Marcatori | 14’ Zorc 17’ Rummenigge 24’ Möller |

| Arbitro: | Mierswa |

|                 |           |             |
| Zorc 31’ (rig.) | Marcatori | 4’ Labbadia |

| Arbitro: | Umbach |

|                                        |           |  |
| Mihajlović 6’ Strunz 55’ Grahammer 68’ | Marcatori |  |

### Coppa di Germania
| Arbitro: | Fröhlich |

|                                    |           |  |
| Rummenigge 24’ Helmer 32’ Zorc 59’ | Marcatori |  |

| Arbitro: | Boos |

|                     |           |                                   |
| Zorc 12’ Helmer 82’ | Marcatori | 36’ Schmidt 43’ Lellek 80’ Gorski |

### Supercoppa di Germania
| Arbitro: | Dellwing |

|                                           |           |                                          |
| McInally 21’ Grahammer 42’ Mihajlović 66’ | Marcatori | 40’, 56’ Breitzke 64’ Wegmann 88’ Möller |

### Coppa delle Coppe
| Arbitro: | Hope |

|  |           |          |
|  | Marcatori | 13’ Mill |

| Arbitro: | Blankenstein |

|                         |           |              |
| Driller 11’ Wegmann 85’ | Marcatori | 76’ Gültiken |

| Arbitro: | Spirin |

|             |           |             |
| Wegmann 64’ | Marcatori | 88’ Mancini |

| Arbitro: | van Langenhove |

|                        |           |  |
| Vialli 74’ (rig.), 88’ | Marcatori |  |

## Statistiche

### Statistiche di squadra
| Competizione           | Punti | In casa | In casa | In casa | In casa | In casa | In casa | In trasferta | In trasferta | In trasferta | In trasferta | In trasferta | In trasferta | Totale | Totale | Totale | Totale | Totale | Totale | DR  |
| Competizione           | Punti | G       | V       | N       | P       | Gf      | Gs      | G            | V            | N            | P            | Gf           | Gs           | G      | V      | N      | P      | Gf     | Gs     | DR  |
| ---------------------- | ----- | ------- | ------- | ------- | ------- | ------- | ------- | ------------ | ------------ | ------------ | ------------ | ------------ | ------------ | ------ | ------ | ------ | ------ | ------ | ------ | --- |
| Bundesliga             | 41    | 17      | 11      | 5       | 1       | 28      | 8       | 17           | 4            | 6            | 7            | 23           | 27           | 34     | 15     | 11     | 8      | 51     | 35     | +16 |
| Coppa di Germania      | -     | 2       | 1       | 0       | 1       | 5       | 3       | 0            | 0            | 0            | 0            | 0            | 0            | 2      | 1      | 0      | 1      | 5      | 3      | +2  |
| Supercoppa di Germania | -     | 0       | 0       | 0       | 0       | 0       | 0       | 1            | 1            | 0            | 0            | 4            | 3            | 1      | 1      | 0      | 0      | 4      | 3      | +1  |
| Coppa delle Coppe      | -     | 2       | 1       | 1       | 0       | 3       | 2       | 2            | 1            | 0            | 1            | 1            | 2            | 4      | 2      | 1      | 1      | 4      | 4      | 0   |
| Totale                 | 41    | 21      | 13      | 6       | 2       | 36      | 13      | 20           | 6            | 6            | 8            | 28           | 32           | 41     | 19     | 12     | 10     | 64     | 45     | +19 |

### Andamento in campionato
| Giornata  | 1  | 2 | 3  | 4  | 5 | 6 | 7 | 8 | 9 | 10 | 11 | 12 | 13 | 14 | 15 | 16 | 17 | 18 | 19 | 20 | 21 | 22 | 23 | 24 | 25 | 26 | 27 | 28 | 29 | 30 | 31 | 32 | 33 | 34 |
| --------- | -- | - | -- | -- | - | - | - | - | - | -- | -- | -- | -- | -- | -- | -- | -- | -- | -- | -- | -- | -- | -- | -- | -- | -- | -- | -- | -- | -- | -- | -- | -- | -- |
| Luogo     | T  | C | T  | C  | C | T | C | T | C | T  | C  | T  | C  | T  | C  | T  | C  | C  | T  | C  | T  | T  | C  | T  | C  | T  | C  | T  | C  | T  | C  | T  | C  | T  |
| Risultato | P  | V | P  | V  | V | N | V | P | N | P  | V  | V  | P  | P  | V  | N  | N  | N  | P  | V  | N  | V  | V  | N  | V  | N  | V  | N  | N  | V  | V  | V  | N  | P  |
| Posizione | 14 | 8 | 12 | 10 | 7 | 5 | 4 | 7 | 6 | 10 | 7  | 7  | 7  | 9  | 8  | 8  | 8  | 8  | 8  | 6  | 7  | 6  | 6  | 6  | 5  | 5  | 5  | 5  | 5  | 5  | 5  | 3  | 3  | 4  |

Legenda:

Luogo: C = Casa; T = Trasferta. Risultato: V = Vittoria; N = Pareggio; P = Sconfitta.

### Statistiche dei giocatori
| Giocatore      | Bundesliga | Bundesliga | Bundesliga  | Bundesliga | Coppa di Germania | Coppa di Germania | Coppa di Germania | Coppa di Germania | Supercoppa di Germania | Supercoppa di Germania | Supercoppa di Germania | Supercoppa di Germania | Coppa delle Coppe | Coppa delle Coppe | Coppa delle Coppe | Coppa delle Coppe | Totale   | Totale | Totale      | Totale     |
| Giocatore      | Presenze   | Reti       | Ammonizioni | Espulsioni | Presenze          | Reti              | Ammonizioni       | Espulsioni        | Presenze               | Reti                   | Ammonizioni            | Espulsioni             | Presenze          | Reti              | Ammonizioni       | Espulsioni        | Presenze | Reti   | Ammonizioni | Espulsioni |
| -------------- | ---------- | ---------- | ----------- | ---------- | ----------------- | ----------------- | ----------------- | ----------------- | ---------------------- | ---------------------- | ---------------------- | ---------------------- | ----------------- | ----------------- | ----------------- | ----------------- | -------- | ------ | ----------- | ---------- |
| G. Breitzke    | 24         | 4          | 2           | 0          | 1                 | 0                 | 0                 | 0                 | 1                      | 2                      | 0                      | 0                      | 0                 | 0                 | 0                 | 0                 | 26       | 6      | 2           | 0          |
| N. Dickel      | 6          | 2          | 0           | 0          | 0                 | 0                 | 0                 | 0                 | 0                      | 0                      | 0                      | 0                      | 0                 | 0                 | 0                 | 0                 | 6        | 2      | 0           | 0          |
| M. Driller     | 24         | 3          | 0           | 0          | 2                 | 0                 | 0                 | 0                 | 1                      | 0                      | 0                      | 0                      | 4                 | 1                 | 0                 | 0                 | 31       | 4      | 0           | 0          |
| S. Gorlukovich | 10         | 0          | 2           | 0          | 0                 | 0                 | 0                 | 0                 | 0                      | 0                      | 0                      | 0                      | 0                 | 0                 | 0                 | 0                 | 10       | 0      | 2           | 0          |
| T. Helmer      | 34         | 4          | 1           | 0          | 2                 | 2                 | 0                 | 0                 | 1                      | 0                      | 0                      | 0                      | 4                 | 0                 | 0                 | 0                 | 41       | 6      | 1           | 0          |
| S. Karl        | 2          | 0          | 0           | 0          | 0                 | 0                 | 0                 | 0                 | 0                      | 0                      | 0                      | 0                      | 0                 | 0                 | 0                 | 0                 | 2        | 0      | 0           | 0          |
| T. Kroth       | 24         | 0          | 2           | 0          | 2                 | 0                 | 0                 | 0                 | 1                      | 0                      | 0                      | 0                      | 3                 | 0                 | 0                 | 0                 | 30       | 0      | 2           | 0          |
| G. Kutowski    | 23         | 0          | 3           | 1          | 1                 | 0                 | 0                 | 0                 | 1                      | 0                      | 0                      | 0                      | 3                 | 0                 | 0                 | 0                 | 28       | 0      | 3           | 1          |
| M. Lusch       | 23         | 2          | 0           | 0          | 2                 | 0                 | 0                 | 0                 | 0                      | 0                      | 0                      | 0                      | 4                 | 0                 | 0                 | 0                 | 29       | 2      | 0           | 0          |
| M. MacLeod     | 31         | 2          | 2           | 0          | 2                 | 0                 | 0                 | 0                 | 1                      | 0                      | 0                      | 0                      | 4                 | 0                 | 0                 | 0                 | 38       | 2      | 2           | 0          |
| R. Meyer       | 1          | 0          | 0           | 0          | 0                 | 0                 | 0                 | 0                 | 1                      | 0                      | 0                      | 0                      | 0                 | 0                 | 0                 | 0                 | 2        | 0      | 0           | 0          |
| F. Mill        | 24         | 2          | 7           | 0          | 1                 | 0                 | 0                 | 0                 | 0                      | 0                      | 0                      | 0                      | 4                 | 1                 | 0                 | 0                 | 29       | 3      | 7           | 0          |
| A. Möller      | 32         | 10         | 5           | 0          | 2                 | 0                 | 0                 | 0                 | 1                      | 1                      | 0                      | 0                      | 4                 | 0                 | 0                 | 0                 | 39       | 11     | 5           | 0          |
| R. Nikolic     | 25         | 0          | 2           | 0          | 1                 | 0                 | 0                 | 0                 | 0                      | 0                      | 0                      | 0                      | 1                 | 0                 | 0                 | 0                 | 27       | 0      | 2           | 0          |
| A. Ortkemper   | 0          | 0          | 0           | 0          | 0                 | 0                 | 0                 | 0                 | 0                      | 0                      | 0                      | 0                      | 0                 | 0                 | 0                 | 0                 | 0        | 0      | 0           | 0          |
| S. Ritz        | 1          | 0          | 0           | 0          | 0                 | 0                 | 0                 | 0                 | 0                      | 0                      | 0                      | 0                      | 0                 | 0                 | 0                 | 0                 | 1        | 0      | 0           | 0          |
| M. Ruländer    | 0          | 0          | 0           | 0          | 0                 | 0                 | 0                 | 0                 | 0                      | 0                      | 0                      | 0                      | 0                 | 0                 | 0                 | 0                 | 0        | 0      | 0           | 0          |
| M. Rummenigge  | 29         | 9          | 1           | 0          | 2                 | 1                 | 0                 | 0                 | 1                      | 0                      | 0                      | 0                      | 3                 | 0                 | 0                 | 0                 | 35       | 10     | 1           | 0          |
| H. Schlegel    | 0          | 0          | 0           | 0          | 0                 | 0                 | 0                 | 0                 | 0                      | 0                      | 0                      | 0                      | 0                 | 0                 | 0                 | 0                 | 0        | 0      | 0           | 0          |
| M. Schulz      | 21         | 1          | 6           | 0          | 1                 | 0                 | 0                 | 0                 | 1                      | 0                      | 0                      | 0                      | 4                 | 0                 | 0                 | 0                 | 27       | 1      | 6           | 0          |
| S. Strerath    | 7          | 0          | 0           | 0          | 0                 | 0                 | 0                 | 0                 | 0                      | 0                      | 0                      | 0                      | 0                 | 0                 | 0                 | 0                 | 7        | 0      | 0           | 0          |
| J. Wegmann     | 27         | 2          | 0           | 0          | 2                 | 0                 | 0                 | 0                 | 1                      | 1                      | 0                      | 0                      | 4                 | 2                 | 0                 | 0                 | 34       | 5      | 0           | 0          |
| M. Wiercimok   | 2          | 0          | 0           | 0          | 0                 | 0                 | 0                 | 0                 | 0                      | 0                      | 0                      | 0                      | 0                 | 0                 | 0                 | 0                 | 2        | 0      | 0           | 0          |
| M. Zorc        | 32         | 10         | 7           | 0          | 2                 | 2                 | 0                 | 0                 | 1                      | 0                      | 0                      | 0                      | 4                 | 0                 | 0                 | 0                 | 39       | 12     | 7           | 0          |
| W. de Beer     | 33         | 0          | 1           | 0          | 2                 | 0                 | 0                 | 0                 | 1                      | 0                      | 0                      | 0                      | 4                 | 0                 | 0                 | 0                 | 40       | 0      | 1           | 0          |